# Narodni park Aspromonte
Narodni park Aspromonte (italijansko Parco nazionale dell'Aspromonte) je eden od 24 narodnih parkov v Italiji, ki je v istoimenskem gorovju Aspromonte na južnem koncu italijanskega škornja.

## Zgodovina
Sedanji park izhaja iz dela Aspromontana (ki se je raztezal na približno 3000 ha) nacionalnega parka Kalabrija (ki je obstajal od leta 1968 do 2002). Od leta 1979 potekajo razprave o morebitni ustanovitvi narodnega parka na ozemlju Aspromonte, ki bi se razlikoval od tistega v Kalabriji, kar se je zgodilo leta 1989 z ustanovitvijo narodnega parka Aspromonte, ki je torej šesti narodni park, ki je bil ustanovljen v Italiji.
Po Okvirnem zakonu o zavarovanih območjih (6. december 1991) je bil predviden obod parka, opredeljen leta 1994 (ki je zajemal območje približno 76.000 ha) in delitev na cone: Glavni načrt, predviden leta 2003, je bil potrjen leta 2007.
Naknadni obseg, ki je iz pristojnosti uprave parka odstranil približno 11.000 hektarjev, je velikost narodnega parka Aspromonte povečal na sedanjih 64.153 hektarov, s čimer je izgubil primat največjega povsem kalabrijskega parka v regiji v korist narodnega parka La Sila. Leta 2021 se je pridružil svetovni mreži geoparkov, ki jih ureja UNESCO.

## Ozemlje
Aspromonte je gorski masiv, ki je del kompleksa, imenovanega Južne Alpe ali Kalabrijske gore. Bazalni geološki kompleks te formacije, ki je nastal v obdobju od predkambrija do skoraj celotnega paleozoika, je v glavnem sestavljen iz magmatskih kamnin (granitov) in metamorfnih kamnin (gnajs in skrilavci) in ima starejši izvor kot Apenini.
Planinski kompleks Aspromonte je rezultat dveh temeljnih faz. Prva, ki se je razvila v paleozoiku, vodi do oblikovanja ogrodja, ki ga sestavljajo predvsem metamorfiti (gnajsi in predvsem sljudni skrilavci), prepredeni z magmatskimi intruzijami. Druga, veliko novejša, se je zgodila v kenozoiku in je tista, ki je povzročila sedanjo morfologijo. Gre za orogenski in sedimentni proces, ki je v oligocenu zaznamoval premik bloka, v pliocenu odlaganje aluvialnih sedimentov in končno drastično dvigovanje v pleistocenu.
Morfologija ozemlja je precej nazobčana, razen vrha, katerega profil je zmehčan zaradi skrilavca. Kompleks je stožčasto-piramidalne oblike, z osrednjim reliefom Montalto 1956 m, iz katerega se odcepi več grebenov, prepredenih z globokimi dolinami. Na tirensko stran vpliva sistem prelomov v smeri severovzhod-jugozahod, ki prekinja grebene, zaradi česar nastanejo štiri terase, razvite na različnih višinah. Za jonsko stran so značilna enakomerna pobočja do obale.
Za hidrografijo so značilne reke. Gre za kratke, hudourniške vodotoke, ki tečejo po kamnitih strugah, ki so tudi nizvodno precej široke. Tok rek se napaja s površinskim odtokom deževnice. Glede na pluviometrični režim, kjer so padavine koncentrirane v zimskem obdobju, ti potoki v zimskem obdobju nenadoma tečejo in na visoki nadmorski višini tvorijo sugestivne slapove. Z zmanjševanjem količine padavin se spomladi pretok postopoma zmanjšuje, dokler ga popolnoma ne zmanjka, tako da so reke v poletnem in jesenskem obdobju popolnoma suhe.

## Rastlinstvo
Za rastlinstvo Aspromonteja je značilna izrazita heterogenost, ki je posledica nizke zemljepisne širine, bližine morja in višinskega gradienta. Diferenciacijo vegetacije najdemo tudi med tirensko in jonsko stranjo.
Na nizki nadmorski višini se vzdolž obalnega pasu vzpostavi značilna flora tople podcone Lauretum, katere značilni predstavniki so kserofilni sredozemski grmi (Pistacia lentiscus, Myrtus communis, Arbutus unedo, Euphorbia dendroides, Erica arborea itd.), na obdelovalnih površinah pa agrumi in oljke. Ob rekah je vzpostavljena obrežna vegetacija, med katerimi so najbolj reprezentativne vrste Alnus glutinosa (črna jelša), Populus nigra (črni topol), Salix sp. (vrbe), Nerium oleander, Tamariša.
V notranjosti in na višjih nadmorskih višinah termokserofilno vegetacijo nadomešča gozdna vegetacija, ki se razprostira na približno 40.000 ha. Na nižjih nadmorskih višinah je najpogostejša gozdna vrsta črnika, od 600 metrov višje pa so pogostejši listavci in iglavci. Na tirenski strani so pogosti kostanji do 1000 metrov nadmorske višine, na jonski strani pa prevladujejo hrasti, ki jih predstavljajo puhasti hrast, graden in panonski hrast. Med 800 in 1700 metri je reprezentativen kalabrijski črni bor (Pinus nigra laricio), od 1200 metrov do najvišjih nadmorskih višin pa se razprostira Fagetum, katerega najbolj reprezentativni esenci sta bukev in srebrna jelka.

## Živalstvo
Med sesalci, prisotnimi v parku, omenimo volka (Canis lupus italicus), ki je prisoten v osrednjem vzhodnem delu masiva, divjo svinjo (Sus scrofa), izmuzljivo divjo mačko (Felis silvestris), kuno zlatico (Martes martes), jazbeca (Meles meles), lisico (Vulpes vulpes), kuno belico (Martes foina), malo podlasico (Mustela nivalis), vidro (Lutra lutra), razširjena v rečnih dolinah, polh (Glis glis), gozdni polh (Dryomys nitedula), polhu podoben glodavec, ki ni prisoten le v Kalabriji, ampak tudi v vzhodnih Alpah, in kalabrijska črna veverica (Sciurus meridionalis), podvrsta, ki se od severnih populacij razlikuje po barvi dlake, ki je prej črna kot rdeča ali rjava. Konec leta 2011 je bilo ponovno naseljenih 75 osebkov italijanske podvrste srnjadi, vrste, ki je na tem ozemlju ni bilo približno stoletje.
Ptičja favna je zelo bogata s številnimi vrstami ujed, tudi Kragulji orel (Aquila fasciata), ki je v preostalem delu Italije skoraj izumrl in je v parku prisoten z dvema paroma, planinski orel (Aquila chrysaetos), ki se je pred kratkim vrnil gnezdit v park, in drugimi pogostejšimi vrstami, kot so skobec (Accipiter nisus), kragulj (Accipiter gentilise), sršenar (Pernis apivorus), sokol selec (Falco peregrinus), kanja (Buteo buteo) in kačar (Circaetus gallicus). Med nočnimi pticami ujedami velja izpostaviti največjo evropsko veliko uharico (Bubo bubo), lesno sovo (Strix aluco) in pegasto sovo (Tyto alba). Druge ptice so prisotne še redka kotorna (Alectoris graeca) in črna žolna (Dryocopus martius).
Med prisotnimi plazilci so Vipera aspis hugyi, podvrsta, za katero je značilna siva livreja, prepredena z rjavim cik-cak pasom, progasti gož (Elaphe quatuorlineata) in belouška (Natrix natrix), prisotna ob vodotokih. Dvoživke predstavljajo navadni močerad (Salamandra salamandra), endemit močerad Salamandrina terdigitata, hribski urh (Bombina variegata) in zelena rega (Hyla arborea). V vodnih poteh parka živi tudi potočna postrv (Salmo trutta fario). Med najpomembnejšimi vrstami entomofavne velja omeniti še hrastovega kozlička (Cerambyx cerdo), alpskega kozlička (Rosalia alpina) in navadnega nosorožca (Oryctes nasicornis).

## Starodavne vasi
Vasice v parku: Bova, Gerace, Mammola in San Giorgio Morgeto se ponašajo s starodavno zgodovino in si zaslužijo poseben obisk, saj vzbujajo veliko zanimanja. Starodavne vasi ponujajo obiskovalcem veliko zgodovinsko, kulturno in umetniško zanimivost, bogate s pričevanji in najdbami iz različnih obdobij (Magna Graecia, Rim, srednjeveški in renesančni čas), ohranjajo ves čar preteklosti, s svojo značilno vasjo, sestavljeno iz majhnih hiš, pritrjenih ena na drugo, in ozkih ulic, majhnih trgov, starodavnih cerkva, plemiških palač in fascinantnih panoramskih razgledov. Med letom potekajo številni verski prazniki, ki predstavljajo zgodovino in tradicijo, številne so kulturne prireditve in številni festivali tipičnih lokalnih izdelkov. Vasi skozi vse leto obiščejo številni obiskovalci in predstavljajo pravi turistični vir na območju parka.

## Naravoslovne poti
Ozemlje nacionalnega parka Aspromonte prečkajo številne poti, med katerimi so nekatere primerne za kolesarjenje ali jahanje. Med njimi:
- Pot Grkov: (občina Mammola) - Mammola-Fiume Torbido-Passo Sella-Svetišče San Nicodemo-Passo della Limina.
- Slap Salino ali Schioppo di Salino: (občina Mammola) - Mammola - reka Torbido - hudournik Salino.
- Jezero Costantino: (občina San Luca) San Luca-Fiumara Buonamico-jezero Costantino.
- Pot razbojnikov: (različne občine) od Gambarie d'Aspromonte do Serra San Bruno ali Stilo.

## Zanimivosti
- Cerkev San Leo ad Africo predstavlja eno redkih bazilijskih najdb, ki še obstajajo v Aspromonteju.
- Svetišče San Nicodemo, ki sega v 10. stoletje, stoji na planoti Limina, na ozemlju Mammola. V njem živi menih in je cilj vernikov in turistov skozi vse leto. Festival poteka vsako leto v nedeljo po 12. maju.
- Območje Grecanice še vedno ohranja močne značilnosti Magna Graecia in bizantinske civilizacije, predvsem zaradi ohranitve kalabrijske grščine, jezika, ki ga uvrščamo med narečje stare grščine. V Bovi je mogoče občudovati normanski grad ter številne starodavne srednjeveške cerkve in patricijske rezidence v zgodovinskem središču.
- Gerace je glavno umetniško mesto Aspromonte in ena najpomembnejših srednjeveških vasi v Kalabriji. V njem so pomembne umetniške in naravne lepote, kot so grad iz 12. stoletja, starodavna stolnica (druga največja v regiji za stolnico v Reggio di Calabria, katere začetki segajo pred 10. stoletje), cerkvi San Francesco in San Giovannello ter druga mesta, ki segajo v bizantinsko dobo.
- Mammola, umetniško, turistično in gastronomsko središče, se ponaša z dolgo zgodovino. Posebno zanimivo je zgodovinsko središče s svojimi majhnimi hišami, pritrjenimi ena na drugo, starodavnimi cerkvami in plemiškimi palačami. Muzejski park Santa Barbara je vreden posebnega ogleda, mesto umetnosti in kulturno stičišče številnih mednarodnih umetnikov. Njegova gastronomija je znana po značilnem Stocco iz Mammola, kuhanem na različne načine, drugi tipični proizvodi so dimljena ricotta in kozji sir, suhomesnati izdelki, pizzato kruh (koruzni kruh) in pšenični kruh, pečen v krušni peči.
- San Giorgio Morgeto hrani tudi pomembne grške ostanke. Srednjeveški grad, cerkev San Francesco in samostan San Domenico so pomembna umetniška pričevanja.
- Med svetišči v Aspromonteju je najbolj znano in priljubljeno svetišče Madonna della Montagna v Polsiju (občina San Luca), kjer med koncem avgusta in prvimi dnevi septembra praznujejo praznik Madonne della Montagna. Značilna procesija in folklora, ki oživlja dneve festivala, sta mešanica vere, svetosti in starih poganskih običajev.